# Monty Can’t Buy Me Love
«Monty Can’t Buy Me Love» (рус. Монти не может купить мне любовь) — двадцать первый эпизод десятого сезона мультсериала «Симпсоны». Впервые вышел в эфир 2 мая 1999 года.

## Сюжет
Симпсоны выходят на прогулку. В городе как раз состоялось открытие нового «мега-магазина Богача». В этом магазине есть всё, что угодно. Разумеется, Симпсоны тоже посещают магазин и остаются весьма довольны местным интерьером. Тут к магазину подъезжает Мистер Бернс. Грубо ведя себя с остальными людьми в очереди, старик пробивается в магазин. Тут в магазине объявляют, что туда вошел самый популярный миллиардер в городе. Конечно же, это не мистер Бернс — это хозяин магазина Артур Богач! Богач тепло приветствует жителей Спрингфилда, рассказывает им о своих экстремальных приключениях, бросается деньгами, в общем делает всё, чтобы люди начали его боготворить. Бернса тошнит от этого мероприятия, но вскоре он осознаёт, что по сравнению с Богачом его никто не любит, и от этого ему становится грустно.
Мистер Бернс решает измениться так, чтобы его вновь все полюбили. Для этого он решает проконсультироваться с Гомером Симпсоном — человеком, который, по его мнению, хорошо знается на славе. Вместе они совершают ряд странных поступков — бросаются с крыши медяками, чем вызывают переполох в городе. Позже Мистер Бернс решает заняться благотворительностью и дает Гомеру чек на 2 миллиона долларов, которые тот должен отнести в больницу, но медсестра принимает этот дар не от Бернса, а от Гомера, и Бернс опять остаётся ни с чем. Тогда Бернс решает выступить по радио, чтобы люди его полюбили, но его опять ждёт неудача: диктором выступает Джерри Хам, который ставит Бернсу интимные вопросы и издевается над ним. В конце концов Бернс прибегает к самой радикальной мере: узнав о том, что Богач привез в Спрингфилдский зоопарк двух панд и заставил их «размножиться», Бернс решает привести в Спрингфилд существо покрупнее — Лох-Несское Чудовище.
После нескольких неудачных попыток добраться до монстра команде Бернса (Гомеру, Профессору Фринку и Садовнику Вилли) удаётся заполучить животное, осушив озеро и затопив деревню. Монстра привозят в Спрингфилд. Бернс сразу же становится популярным, но слава длится недолго: частые вспышки фотокамер репортёров ослепляют Бернса, он случайно поджигает сцену и все жители в ужасе разбегаются. Бернс решает завязать с образом добряка, ведь это куда сложнее, чем быть негодяем в глазах общества. А Несси Бернс отдаёт в городское казино охранником.